# Championnats de France de Scrabble
 (octobre 2017).
 (octobre 2017).
Si vous disposez d'ouvrages ou d'articles de référence ou si vous connaissez des sites web de qualité traitant du thème abordé ici, merci de compléter l'article en donnant les références utiles à sa vérifiabilité et en les liant à la section « Notes et références ».
 (octobre 2017).
Il existe plusieurs épreuves portant le nom de Championnat de France de Scrabble, disputées chaque année parmi les 16 000 licenciés, en classique ou en duplicate.
Après sept lettres tirées au sort par l'arbitre, les candidats ont une minute et trente secondes pour former leurs mots.
Le titre de Champion de France de Scrabble sans autre précision désigne le vainqueur, toutes catégories confondues, d'un titre individuel en Scrabble classique ou en Scrabble duplicate.
Il existe également des championnats de France de Scrabble en anglais et en espagnol, qui regroupent quelques joueurs seulement et servent à qualifier les représentants français aux championnats du monde anglophone et hispanophone. 

## Championnats de France en Scrabble classique

### Championnat de France individuel
La première édition du Championnat de France de classique a eu lieu en 1975. Il a connu de nombreuses formules de jeu et une interruption entre 1980 et 1986. Depuis 2009, les joueurs disputent 14 parties (trois de moins que le Championnat du monde de Scrabble classique) avec appariements selon un système suisse. Il y a des trophées pour les vainqueurs des séries A, B et C et par catégories d'âge (« Junior » et « Vermeil »), toutefois il n'y a qu'un seul champion de France de Scrabble classique par an.
Le championnat est ouvert à tous les joueurs licenciés d'une fédération membre de la Fédération Internationale de Scrabble francophone, toutefois les joueurs représentant un autre pays au Championnat du monde de Scrabble classique ne peuvent prétendre au titre de champion de France. Ainsi, en 2010, la victoire est revenue à Elisée Poka de Côte d'Ivoire, mais le titre a été remporté par le finaliste Benjamin Valour, de même en 2015 avec la victoire de Parfait Mouanda (Congo) devant Hervé Bohbot.
Pierre-Olivier Georget détient le record avec 5 titres remportés entre 2003 et 2013. Marc Treiber (1993 et 1994), Fabien Douté (1999 et 2014) et Hervé Bohbot (2005 et 2015) sont les seuls autres scrabbleurs à avoir remporté le titre deux fois.
La 39e édition du Championnat de France de Scrabble classique a eu lieu en mars 2019 à La Seyne-sur-Mer.

### Championnat de France interclubs
Ce championnat rassemble depuis 2010 des équipes de 3 joueurs, vainqueures de leurs championnats régionaux respectifs. Il se déroule sur une journée en 5 parties.

## Championnats de France en Scrabble Duplicate
Il y a actuellement 10 championnats de France de Scrabble Duplicate (individuel, paires, blitz, parties originales, promotion, jeunes, scolaires, espoir, vermeil, interclubs). Pour les championnats en paire, blitz et parties originales il y a des titres de champions par catégorie d'âge (cadet, junior, espoir, vermeil et diamant). 
Pour les championnats de France individuel, par paire, en blitz et en parties originales, il y a des titres par séries. Le championnat de France individuel désigne les champions pour les séries 2, 3 et 4. Les champions des séries 5, 6 et 7 sont désignés au championnat de France Promotion.
Le championnat de France Interclubs décerne des titres par divisions (6 actuellement).
Chaque année, une centaine de joueurs peuvent ainsi prétendre à l'appellation Champion de France (de Scrabble Duplicate) à des titres divers.

### Championnat de France individuel
Disputée depuis 1976, c'est l'épreuve-reine. Le Champion de France individuel est désigné après 5 parties en « semi-rapide » (deux minutes par coup). Environ 10 000 joueurs participent aux phases qualificatives, dont environ 700 se qualifient pour une finale qui a lieu chaque année dans une ville différente. 22 scrabbleurs différents ont été sacrés champions au cours des 38 éditions du championnat.
Antonin Michel détient le record avec sept titres remportés dont 3 consécutifs entre 2017 et 2019.

### Championnat de France par paires
Un championnat par paires existe depuis 1976, remporté par Jean-Michel Jouannet et Michel Pialat. Actuellement, les Internationaux de France par paire se déroulent chaque année lors du Festival de Vichy. Les joueurs disputent 4 parties en équipes de deux, assis l'un à côté de l'autre, pouvant discuter et choisir une solution commune. Le tournoi est ouvert à tous les licenciés de la FISF mais le titre est attribué à la première paire dont les deux joueurs sont licenciés en France.
Antonin Michel détient le record avec 7 titres remportés.

### Championnat de France en blitz
Les premiers championnats de blitz (une minute par coup) ont été disputés en simultané dans plusieurs villes. Depuis 1994, le championnat en blitz est disputé le lundi qui suit le championnat individuel duplicate dans la même ville (sauf en 2011 où il a eu lieu lors du Festival de Cannes).
Antonin Michel détient le record avec 9 titres remportés, dont un premier titre alors qu'il n'avait que 15 ans.

### Championnat de France en parties originales
Les Internationaux de France en parties originales ont lieu chaque année lors du festival d'Aix-les-Bains. Il s'agit d'un tournoi en 5 manches en parties originales : joker, 7 et 8, 7 sur 8, 8 lettres, etc. Le tournoi est ouvert à tous les licenciés de la FISF mais les titres (individuels, par série ou catégories d'âge) sont attribués aux joueurs licenciés en France.
Thierry Chincholle détient le record avec 4 tournois remportés depuis la création de l'épreuve en 1994.

### Championnat de France jeunes
Le Championnat de France jeunes est organisé chaque année dans une ville différente depuis 1982. Il attribue les titres de champions de France en catégories Poussin, Cadet, Benjamin, Junior en individuel et en paires depuis 2006.
En Cadet puis en Junior, Antonin Michel a gagné sa catégorie 7 fois en 8 ans.

### Championnat de France Vermeil
Le Championnat de France Vermeil est organisé depuis 1992. Il a lieu lors du Festival de Vichy depuis 1996. Il décerne les titres de Champion de France en catégories Vermeil (joueurs âgés de 62 à 71 ans) et Diamant (joueurs de 72 ans et plus). De 2011 à 2013, ces catégories ont été figées de sorte qu'elles regroupent à partir de 2014, respectivement, les joueurs de 63 à 72 ans et ceux de 73 ans et plus.
Alain Viseux a remporté cinq fois le titre Vermeil. En Diamant, la catégorie est dominée par Jean Denouel avec 4 titres.
Un trophée basé sur les performances des meilleurs joueurs Vermeil et Diamant de chaque comité régional est organisé depuis 2003 : le comité Sud-Francilien a remporté 7 titres.

### Championnat de France Espoir
Le Championnat de France Espoir (joueurs de 18 à 25 ans) se déroule chaque année depuis 2005, lors du Festival d'Aix-les-Bains, sur les parties de la Coupe d'Aix.

### Championnat de France Promotion
Le Championnat de France Promotion remplace depuis 2009 le Championnat de France des séries 4-5-6-7 (appelé Championnat de France des séries 5-6-7 pour sa première édition en 2007). Il a lieu chaque année lors du Festival de Vichy.

### Championnat de France Interclubs
Le Championnat de France interclubs de Scrabble duplicate est organisé chaque année depuis 1979. Les modalités de jeu et de composition des équipes ont varié régulièrement au cours des années. Une phase éliminatoire régionale permet de se qualifier pour la finale (les quatre meilleures équipes de la finale de l'année précédente sont exemptées). Les équipes sont réparties en six divisions, de 5 ou 7 joueurs, suivant des indices de valeurs déterminés par les séries des joueurs qui les composent.
Le club champion toutes catégories en 2014-2015 est Rouen.

### Championnat de France en semi-rapide
Le Championnat de France de Scrabble Duplicate en parties semi-rapides (deux minutes par coup) a été disputé entre 1994 et 2004 en simultané par centres. 5 des 11 éditions ont été remportées par Antonin Michel. Ce championnat est devenu sans objet lorsque le temps de réflexion lors des parties du Championnat de France individuel a été ramené de 3 à 2 minutes et cette épreuve a été transformée en un Simultané mondial en parties semi-rapides.

## Championnats de France en langues étrangères

### Championnat de France en espagnol
Le premier championnat de France de Scrabble en espagnol a eu lieu à Montpellier en 2008, dans le cadre du 2e championnat d'Europe en espagnol. Il est organisé chaque année et qualifie les représentants français au championnat du monde.

#### Scrabble classique
| 2008 | Montpellier (9-10 août)       | 1. Sonia Lancelot | 2. Serge Emig                  | 3. Sylvie Guillemard           |
| 2009 | Tournefeuille (4-5 juillet)   | 1. Serge Emig     | 2. Sylvie Guillemard           | 3. Nelson Verastegui           |
| 2010 | Paris (31 juillet - 1er août) | 1. Serge Emig     | 2. Maria Marta Marlin-Gismondi | 3. Sonia Lancelot              |
| 2011 | Gujan-Mestras (20-21 août)    | 1. Serge Emig     | 2. Sylvie Guillemard           | 3. Maria Marta Marlin-Gismondi |
| 2012 | Montpellier (25-26 août)      | 1. Serge Emig     | 2. Maria Marta Marlin-Gismondi | 3. Nelson Verastegui           |
| 2013 | Lille (1-2 juin)              | 1. Serge Emig     | 2. Maria Marta Marlin-Gismondi | 3. Nelson Verastegui           |
| 2014 | Montpellier (20-21 septembre) | 1. Serge Emig     | 2. Maria Marta Marlin-Gismondi | 3. Nelson Verastegui           |
| 2015 | Gujan-Mestras (11-12 juillet) | 1.                | 2.                             | 3.                             |

#### Scrabble duplicate
| 2010 | Paris (31 juillet - 1er août) | 1. Serge Emig | 2. Maria Marta Marlin-Gismondi | 3. Nelson Verastegui           |
| 2011 | Gujan-Mestras (20-21 août)    | 1. Serge Emig | 2. Maria Marta Marlin-Gismondi | 3. Sylvie Guillemard           |
| 2012 | Montpellier (25 août)         | 1. Serge Emig | 2. Nelson Verastegui           | 3. Maria Marta Marlin-Gismondi |
| 2013 | Lille (1-2 juin)              | 1. Serge Emig | 2. Maria Marta Marlin-Gismondi | 3. Nelson Verastegui           |
| 2014 | Montpellier (20-21 septembre) | 1. Serge Emig | 2. Maria Marta Marlin-Gismondi | 3. Nelson Verastegui           |
| 2015 | Gujan-Mestras (11-12 juillet) | 1.            | 2.                             | 3.                             |

### Championnat de France en anglais
Un tournoi anglophone est organisé tous les 2 ans, afin de qualifier le représentant français au Championnat du monde de Scrabble anglophone. 
Finales :
2005 - Argelès-sur-Mer (17 septembre)
Hervé Bohbot - Antonin Michel (3-2)
2007 - Argelès-sur-Mer (15 septembre)
Hervé Bohbot - Robert Springer (3-0)
2009 - Argelès-sur-Mer (12 septembre)
Hervé Bohbot - Sylvain Ravot (4-0)
2011 - Montreux (7 août)
Hervé Bohbot - Robert Springer (2-0)
2013 - Argelès-sur-Mer (14 septembre)
Hervé Bohbot - Robert Springer (2-0)